# Biville-la-Baignarde
Biville-la-Baignarde – miejscowość i gmina we Francji, w regionie Normandia, w departamencie Sekwana Nadmorska.
Według danych na rok 1990 gminę zamieszkiwało 548 osób, a gęstość zaludnienia wynosiła 77 osób/km² (wśród 1421 gmin Górnej Normandii Biville-la-Baignarde plasuje się na 422. miejscu pod względem liczby ludności, natomiast pod względem powierzchni na miejscu 527.).